# Doomsday King
Doomsday King è l'ottavo album in studio del gruppo musicale svedese The Crown, pubblicato nel 2010.

## Tracce
1. Doomsday King – 4:06
2. Angel of Death 1839 – 3:47
3. Age of Iron – 3:12
4. The Tempter and the Bible Black – 4:40
5. Soul Slasher – 3:21
6. Blood O.D. – 4:08
7. Through Eyes of Oblivion – 3:48
8. Desolation Domain – 4:51
9. From the Ashes I Shall Return – 6:08
10. He Who Rises in Might – From Darkness to Light – 6:06

Tracce Bonus - Edizione Digipak
1. Die Before Dying (Valcyrie cover) – 3:33
2. In Bitterness and Sorrow (Re-recorded version) – 3:27
3. Kill 2010 (Re-recorded version) – 1:33
4. Falling 'neath the Heaven's Sea – 3:21

## Formazione
- Marko Tervonen – chitarra
- Janne Saarenpää – batteria
- Marcus Sunesson – chitarra
- Jonas Stålhammar – voce
- Magnus Olsfelt – basso